# جين بوين
جين بوين (بالإنجليزية: Gene Bowen)‏ هو ملحن أمريكي، ولد في 1950.

## وصلات خارجية
- جين بوين على موقع ميوزك برينز (الإنجليزية)
- جين بوين على موقع ميوزك برينز (الإنجليزية)
- جين بوين على موقع ديسكوغز (الإنجليزية)